# زيلبور لحوي
زيلبور لحوي (الاسم العلمي:Xyleborus barbatoides) هو نوع من الحشرات يتبع جنس الزيلبور من فصيلة السوسية الحقيقية.